# حارة مدرسة أروى الوحدة (صنعاء)

تعديل مصدري - تعديل

حارة مدرسة أروى الوحدة هي إحدى حارات حي الوحدة بمديرية الوحدة إحد مديريات العاصمة اليمنية صنعاء، بلغ تعداد سكانها 2769 نسمة حسب تعداد اليمن لعام 2004.